# Правило Еванса
Правило Еванса. Ф. Еванс (1956) запропонував розширити поняття  екосистеми за  А. Тенслі (1935) і використовувати цей термін для позначення будь-якої живої системи, що взаємодіє з  оточенням. Згідно з Евансом, всі форми життя будь-якого рівня складності (від особини до  біосфери  Землі), можуть розглядатися як «живий компонент» екосистеми. У цьому випадку екосистема А. Тенслі повинна бути окремим випадком екосистеми Ф. Еванса, в якій живий компонент представлений біоценозом. Однак поняття екосистеми Ф. Еванса, безсумнівно, значно ширше, ніж поняття екосистеми А. Тенслі; разом з тим воно і більше невизначено і суб'єктивно.
У вітчизняній літературі частіше можна зустріти поняття про «біогеоценоз», запропоноване академіком  В. М. Сукачовим (1943), яке отримало подальший розвиток у працях його учнів і послідовників. Його принципова відмінність від поняття «екосистема» полягає в тому, що «біогеоценоз» має суворі параметри в межах відповідного ландшафту і всередині одного біогеоценозу вже не можна провести додаткових кордонів (Сукачов, 1949).
Більшість екологів зараз використовують термін «екосистема», а не «біогеоценоз», вносячи необхідні уточнення в її просторову приуроченість. Завдяки своєму звучанню, зрозумілому на різних мовах, термін «екосистема» отримав більш широке поширення.

## Виноски
1. ↑   Evans F.C. Ecosystems as the basic unit of ecology // Science. — 1956. — Vol. 123. — P. 1127–1128.
2. ↑   Tansley A.G. The use and abuse of vegetational concepts and terms // Ecology. — 1935. — Vol. 16. — P. 248–307.
3. ↑  Федоров В. Д., Гильманов Т. Г. Экология. М., 1980